# Ritu romà

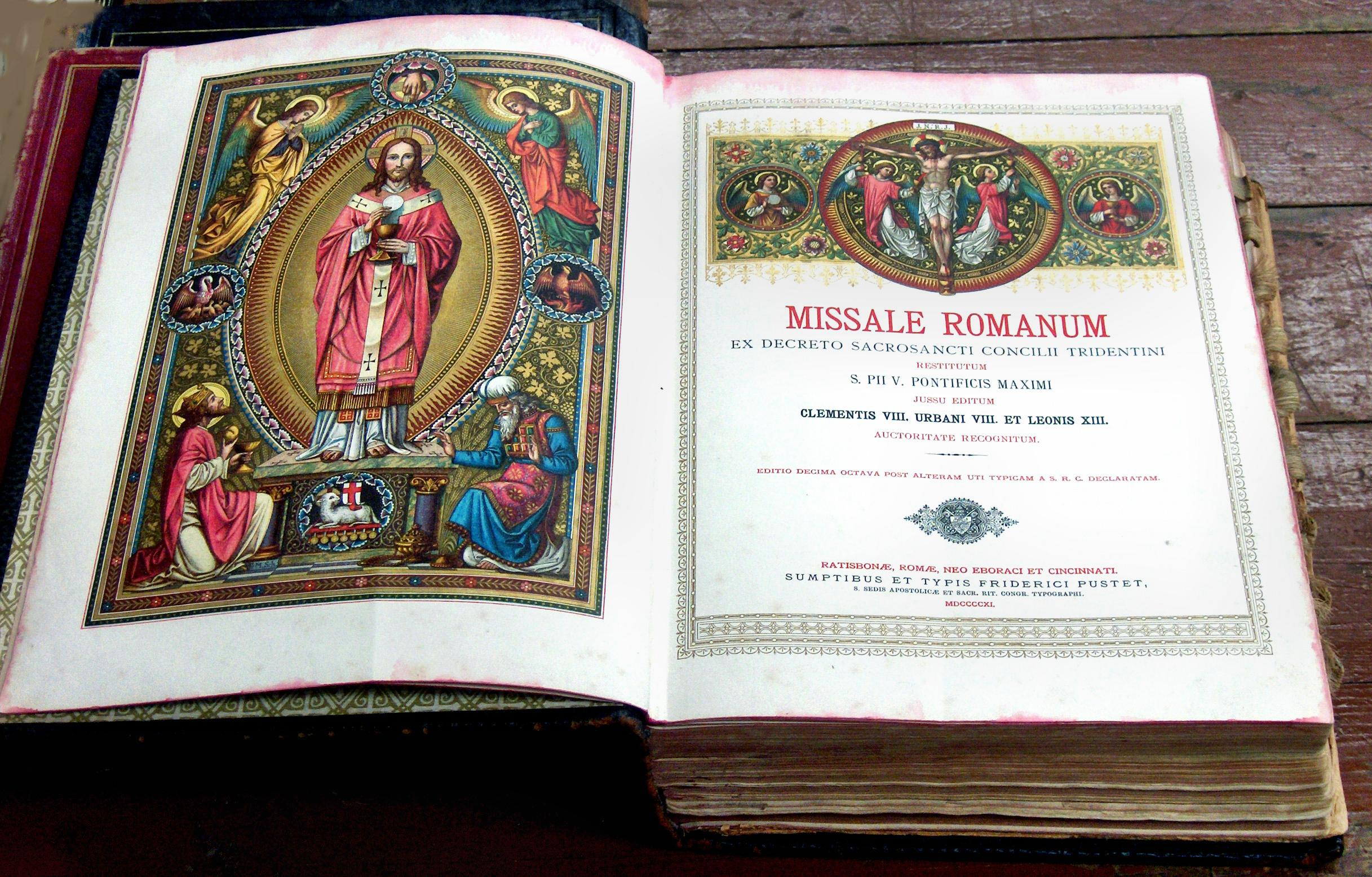
Missal romà del 1915

El ritu romà és el ritu litúrgic catòlic utilitzat a Roma. Ha tingut diverses formes. Va prendre la seva forma actual en els anys que van seguir immediatament el Concili Vaticà II. La forma que tenia la missa d'aquest ritu entre els anys 1570 i 1970 és coneguda com a missa tridentina, de la qual l'última versió, imposada pel papa Joan XXIII l'any 1962, pot ser usada com «forma extraordinària» del ritu romà. La missa del ritu litúrgic romà «va ser modificada i reconstruïda substancialment en algun moment entre els segles IV, VI i VII». No cal imaginar que la missa tridentina hagi estat gairebé idèntica a la del ritu romà del segle vii, tant menys a la dels primers segles.